# Caradrina alfacaria
Caradrina alfacaria är en fjärilsart som beskrevs av Ribbe 1912. Caradrina alfacaria ingår i släktet Caradrina och familjen nattflyn. Inga underarter finns listade i Catalogue of Life.